# Adrien de Valois
Pour les articles homonymes, voir Valois.
Adrien Valois ou Adrien de Valois, seigneur de La Mare, en latin Hadrianus Valesius, né le 14 janvier 1607 à Paris, mort le 2 juillet 1692, est un historien, historiographe et poète français.

## Biographie
Frère d'Henri Valois, il suivit son exemple et se consacra à l'histoire de France : il fut nommé historiographe du roi en 1664. On a de lui, entre autres : 
- Gesta Francorum, Paris, 1658, 3 volumes in-folio ;
- Notitia Galliarum, 1675, in-folio, lexique étymologique et topographique des noms propres de lieux, cours d'eau, montagnes, forêts de France recensés chez les auteurs anciens (César, Ptolémée, Strabon, etc.), dans les chroniqueurs mérovingiens (Grégoire de Tours ou Frédégaire), dans les Vies de Saints ou encore dans des textes médiévaux comme la Chronique de Suger.

Son fils, Charles de Valois de La Mare (1671-1747), membre de l'Académie royale des inscriptions et belles-lettres comme élève en 1705, associé en 1711 et pensionnaire en 1722, a publié sous le titre de Valesiana un recueil de remarques historiques et critiques de son père, et des recherches sur les Amphictyons et sur les guerres sacrées de la Grèce.
Adrien de Valois fut un numismate averti.

## Publications
- Rerum Francicarum usque ad Chlotharii senioris mortem, Sébastien Cramoisy , Paris, 1646 (lire en ligne)
- Notitia Galliarum, ordine litterarum digesta, in qua situs, gentes, opida, portus, castella, vici, montes, silvae, maria, flumina... pagi provinciaeque Galliae illustrantur ; locorum antiquitates, varia eorum nomina, vetera ac nova, episcopatuum ac monasteriorum origines, aliaque ad historiam francicam pertinentia notantur ; geographi et historici graeci, romani ac nostri explicantur et emendantur, Fredericum Leonard typographum regis, Parisiis, 1675 (lire en ligne)
- De vita Henrici Valesii, historiographi regii liber, Paris, 1677 (lire en ligne)
- Valesiana ou Les pensées critiques historiques et morales, et les poésies latines de Monsieur de Valois, chez Florentin et Pierre Delaulne, Paris, 1694 (lire en ligne)